# Sveriges U19-damlandslag i fotboll
Sveriges U19-damlandslag i fotboll representerar Sverige i fotboll på U19-sidan för damer. Laget blev Europamästarinnor 1999, 2012 och 2015.

## Spelartrupp
Följande spelare var uttagna att representera Sverige vid vinsten i U19-Europamästerskapet för damer i Israel år 2015:
| Nr | Position    | Namn                | Födelsedatum      | Klubb                   |
| -- | ----------- | ------------------- | ----------------- | ----------------------- |
| 1  | Målvakt     | Matilda Haglund     | 5 december 1996   | Lidköpings FK           |
| 12 | Målvakt     | Emma Holmgren       | 13 maj 1997       | IK Sirius FK            |
| 2  | Försvarare  | Ronja Aronsson      | 20 december 1997  | Piteå IF                |
| 3  | Försvarare  | Julia Ekholm        | 17 juni 1996      | Bollstanäs SK           |
| 4  | Försvarare  | Nathalie Björn      | 4 maj 1997        | AIK                     |
| 5  | Försvarare  | Lotta Ökvist        | 17 februari 1997  | Piteå IF                |
| 13 | Försvarare  | Emelie Andersson    | 13 september 1996 | QBIK                    |
| 6  | Mittfältare | Ellen Löfqvist      | 8 oktober 1997    | Sundsvalls DFF          |
| 7  | Mittfältare | Tove Almqvist       | 5 januari 1996    | Linköpings FC           |
| 8  | Mittfältare | Filippa Angeldal    | 14 juli 1997      | AIK                     |
| 14 | Mittfältare | Anna Oskarsson      | 23 juni 1996      | Jitex Mölndal BK        |
| 15 | Mittfältare | Maja Göthberg       | 16 juli 1997      | Hovås Billdal IF        |
| 17 | Mittfältare | Emma Jansson        | 9 maj 1996        | Hammarby IF DFF         |
| 18 | Mittfältare | Michelle De Jongh   | 19 maj 1997       | KIF Örebro DFF          |
| 9  | Anfallare   | Stina Blackstenius  | 5 februari 1996   | Linköpings FC           |
| 10 | Anfallare   | Linda Hallin        | 14 mars 1996      | KIF Örebro DFF          |
| 11 | Anfallare   | Julia Zigiotti Olme | 24 december 1997  | AIK                     |
| 16 | Anfallare   | Rebecka Blomqvist   | 24 juli 1997      | Kopparbergs/Göteborg FC |